# Джокер: Убийственная улыбка
«Джокер: Убийственная улыбка» (англ. Joker: Killer Smile) — ограниченная серия комиксов, состоящая из 3 выпусков, которую в 2019—2020 годах издавала компания DC Comics.

## Синопсис
Джокер снова оказывается в Аркхеме, и теперь его психотерапевтом становится доктор Бен Арнелл.

### Выпуски
| № | Дата выхода     | Оценка на Comic Book Roundup   | Предполагаемый объём продаж (первый месяц) |
| - | --------------- | ------------------------------ | ------------------------------------------ |
| 1 | 30 октября 2019 | 9 из 10 на основе 20 рецензий  | 70 373, позиция в Северной Америке — 21    |
| 2 | 18 декабря 2019 | 9 из 10 на основе 9 рецензий   | 46 361, позиция в Северной Америке — 33    |
| 3 | 19 февраля 2020 | 8,8 из 10 на основе 9 рецензий | 42 249, позиция в Северной Америке — 26    |

### Ваншоты
| Название                    | Дата выхода  | Оценка на Comic Book Roundup    |
| --------------------------- | ------------ | ------------------------------- |
| Batman: The Smile Killer #1 | 23 июня 2020 | 8,6 из 10 на основе 17 рецензий |

### Сборники
| Название            | Тип              | Дата выхода      | Собранный материал       | Кол-во страниц | ISBN                      |
| ------------------- | ---------------- | ---------------- | ------------------------ | -------------- | ------------------------- |
| Joker: Killer Smile | Твёрдый переплёт | 15 сентября 2020 | Joker: Killer Smile #1-3 | 152            | 9781779502698, 1779502699 |

## Отзывы
На сайте Comic Book Roundup серия имеет оценку 8,9 из 10 на основе 38 рецензий. Джесс Шедин из IGN дал первому выпуску 8,5 балла из 10 и отмечал, что «динамика между Джокером и его последним потенциальным спасителем неотразима». Сэм Стоун из Comic Book Resources, обозревая дебют, написал, что авторы создали «завораживающий взгляд на Готэм-Сити и его самого отъявленного сумасшедшего в истории». Юлия Троицкая из «Канобу» была критична к сюжету и посчитала, что работа колориста может даже больше заслужить внимания, чем сценарий.

### Комментарии
1. ↑  Русскоязычное название — «Бэтмен. Убийца улыбок»[10].